# Jan Alfred Lauterbach
Jan Alfred Lauterbach (ur. 23/24 czerwca 1884 w Warszawie, zm. 9 listopada 1943 tamże) – polski historyk sztuki i muzeolog pochodzenia żydowskiego, działający w polskich służbach konserwatorskich w okresie dwudziestolecia międzywojennego, urzędnik Wydziału III zabytków i muzeów w Ministerstwie Sztuki i Kultury w 1919 roku.

## Życiorys
Syn Bernarda i Anny z Hirszmanów. Studiował w Akademii Handlowej w Lipsku. Później studiował na uniwersytetach w Bonn i Bernie, gdzie uzyskał doktorat z filozofii. Po powrocie do Warszawy w latach 1912–1919 pracował dla Towarzystwa Opieki nad Zabytkami Przeszłości, w dziale inwentaryzacyjno-konserwatorskim. W latach następnych pracował w Ministerstwie Sztuki i Kultury, a potem Departamencie Sztuki Ministerstwa Wyznań Religijnych i Oświecenia Publicznego. W latach 1928–1937 był dyrektorem Państwowych Zbiorów Sztuki z siedzibą na Zamku Królewskim w Warszawie. 10 listopada 1933 „za zasługi na polu propagandy sztuki polskiej” został odznaczony przez Prezydenta RP Ignacego Mościckiego Złotym Krzyżem Zasługi.

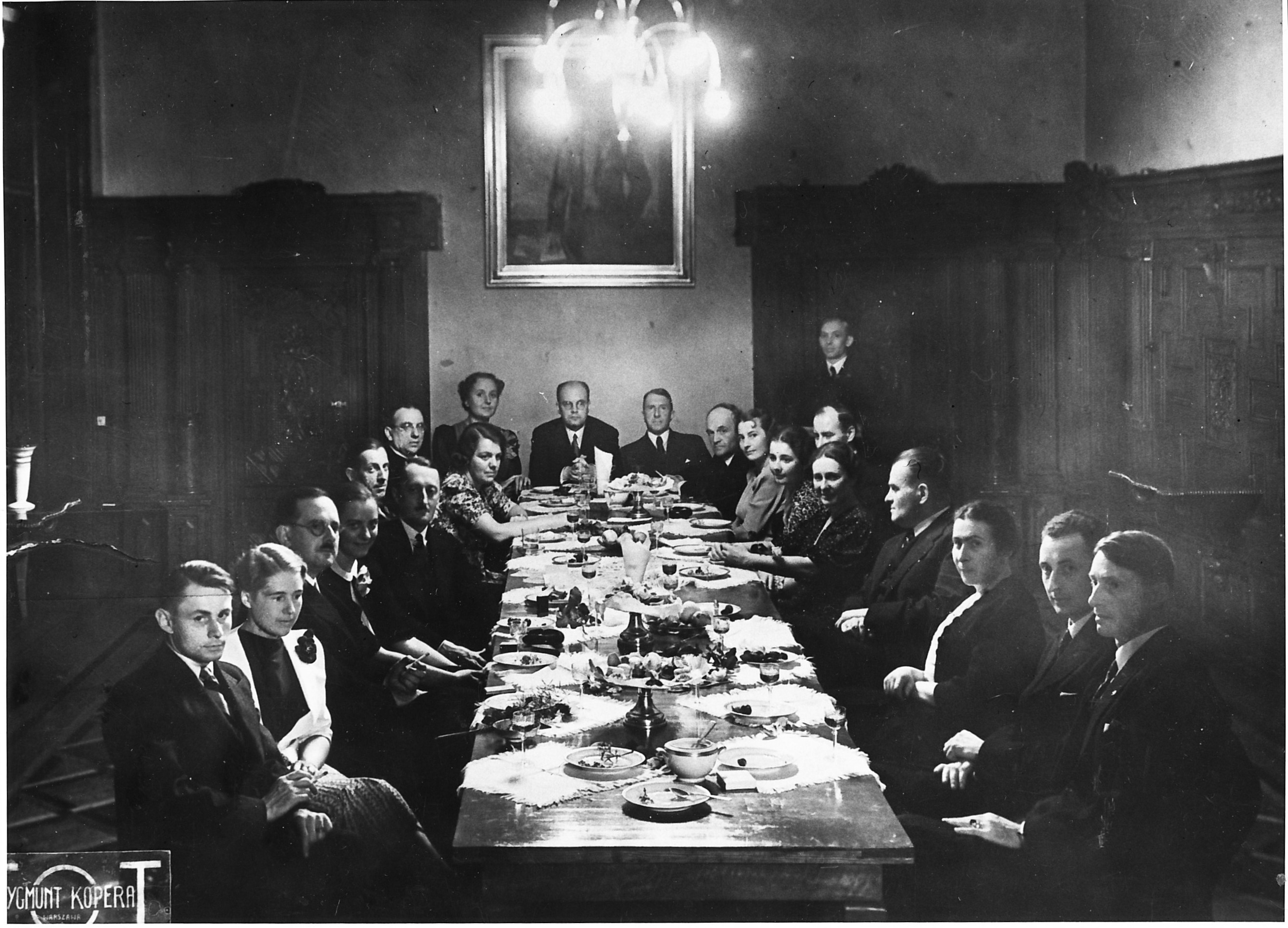
Jan Alfred Lauterbach - jedenasty od lewej – na zebraniu Wydziału Sztuki Ministerstwa W.R.i O.P., Warszawa, 1938, pod przewodnictwem ówczesnego naczelnika tego wydziału Władysława Zawistowskiego – w głębi na wprost (dziesiąty od lewej).

Wydał wiele swoich publikacji, dotyczących teorii konserwatorstwa oraz sztuki polskiej i obcej. Najważniejsze z nich: Styl Stanisława Augusta. Klasycyzm warszawski wieku XVIII (1918), Warschau (1918), Pierścień sztuki. Historia i teoria (1929). Wygłaszał referat podczas konferencji w Atenach w 1931 roku, na której została ogłoszona Karta Ateńska.
W czasie okupacji niemieckiej ukrywał się na Saskiej Kępie. Jesienią 1943 roku został zadenuncjowany przez polskiego konfidenta i zamordowany przez Niemców.